# Spoorloos (film)
Spoorloos is een Nederlands-Franse thriller uit 1988 onder regie van George Sluizer. Het scenario is gebaseerd op de roman Het gouden ei (1984) van de Nederlandse auteur Tim Krabbé. In 1993 maakte Sluizer een Amerikaanse versie van de film (The Vanishing) met Kiefer Sutherland en Sandra Bullock.
Een bekend liefhebber van Spoorloos was filmmaker Stanley Kubrick, die de film prees als de engste film die hij ooit zag. Dat citaat werd later ook gebruikt in de marketing voor heruitgaven van de film.
In juni 2024 verscheen Spoorloos in een gerestaureerde versie opnieuw in de Nederlandse en Belgische bioscopen.

## Verhaal
Rex Hofman en Saskia Wagter zijn op reis in Frankrijk. Er ontstaat een klein meningsverschil wanneer ze in een tunnel autopech krijgen. Nadat het jonge stel de ruzie weer heeft bijgelegd, gaat Saskia bij een benzinepomp inkopen doen. Als ze daar niet meer van terugkomt, wordt Rex wanhopig. Hij begint aan een jarenlange speurtocht. Om de waarheid te ontdekken zal hij hetzelfde moeten beleven als Saskia toen.

## Rolverdeling
| Acteur                   | Personage         |
| ------------------------ | ----------------- |
| Bernard-Pierre Donnadieu | Raymond Lemorne   |
| Gene Bervoets            | Rex Hofman        |
| Johanna ter Steege       | Saskia Wagter     |
| Gwen Eckhaus             | Lieneke           |
| Bernadette Le Saché      | Simone Lemorne    |
| Tania Latarjet           | Denise            |
| Lucille Glenn            | Gabrielle         |
| Roger Souza              | Winkeldirecteur   |
| Caroline Appéré          | Kassameisje       |
| Pierre Forget            | Laurent           |
| Didier Rousset           | Journalist        |
| Raphaëline Goupilleau    | Gisèle Marzin     |
| Robert Lucibello         | Leraar            |
| David Bayle              | Lemorne (16 jaar) |
| Doumee                   | Vrouw in Prisunic |

## Prijzen
- Gouden Kalf en Prijs van de Nederlandse filmkritiek, op het Nederlands Filmfestival
- Prijs voor de Beste bijrol op de Europese Filmprijzen voor Johanna ter Steege
- Prijs voor de Beste regie van de Filmcritici
- Prijs voor het Beste scenario op MystFest
- Prijs voor de Beste acteur op Fantasporto voor Bernard-Pierre Donnadieu
- Prijs voor de Beste regie op Fantasporto

## Trivia
- De Amerikaanse film Last Seen Alive uit 2022 heeft een aantal gelijkenissen met het plot van de film Spoorloos.[3][4]